# La Salina (kommun)
La Salina är en kommun i Colombia.   Den ligger i departementet Casanare, i den centrala delen av landet, 260 km nordost om huvudstaden Bogotá. Antalet invånare är 1 310.